# Vid Botolin
Vid Botolin, slovenski atlet, 15. avgust 2002, Celje, Slovenija.
Živi v Celju. Je član Atletskega Društva Kladivar Celje in nekdanji dijak I. gimnazije v Celju ter študent na Fakulteti za socialno delo.

## Športna kariera
Vid Botolin je slovenski tekač na srednje proge.
Z atletiko se je začel ukvarjati pri petih letih pod vodstvom Mira Kocuvana st.(do avgusta 2011). Od septembra 2011 do avgusta 2014 je treniral pod vodstvom Milana Kranjca, od septembra 2014 dalje pa pri Anici Živko-(prej Babič). Septembra 2017 je skrb za njegove treninge prevzel Romeo Živko, ki ga trenira še danes.
Botolin je večkratni državni prvak na 1500, 3000, 5000 m ter v krosu v kategorijah U16, U18, U20, U23 kot tudi med člani tako v dvorani kot na prostem. Lasti si več državnih rekordov na teh razdaljah v vseh starostnih kategorijah od U18 navzgor, med člani pa ima trenutno v lasti državni rekord na 5 km na cesti , do nedavnega pa je bil članski rekorder na 1000 m v dvorani.  Leta 2019 je v Bakuju osvojil medaljo na EYOF (European Youth Olympics Festival) - 3000 m, 3. mesto. Je tudi balkanski dvoranski članski prvak na 3000 m (Istanbul 2022), na tej razdalji pa je bil tudi 6. na EP za mladince (Talin 2021) in 13. na SP za mladince (Nairobi 2021).
Je tudi zmagovalec najstarejše ulične tekme v Evropi v Ćupriji, pa zmagovalec 10 km Garmin teka na Ljubljanskem maratonu 2023 in 2024, zmagovalec Grand Prix Požarevac, pa zmagovalec in medalist več domačih in tujih uličnih tekov... Je večkratni reprezentant Slovenije. Je tudi prejemnik priznanj atlet leta:
- 2017: atlet leta pri pionirjih (2.mesto)
- 2019: atlet leta pri mlajših mladincih (1.mesto)
- 2020: atlet leta pri starejših mladincih (1.mesto)
- 2021: atlet leta pri starejših mladincih (1.mesto)
- 2022: atlet leta pri mlajših članih (1.mesto)
- 2023: atlet leta pri mlajših članih (3.mesto)

Prav tako je prejemnik sredstev TRIGLAV Mladi upi!
Boljši rezultati:
- 1500 m: 3:43,66 min, 9. Julij 2022, Kortrijk
  - 1500 m (dvorana): 3:50,19 min, 30. Januar 2021, Novo Mesto
- Milja: 4:09,10 min, 9. Oktober 2021, Tolmin
- 3000 m: 7:56,46 min, 11. September 2022, Zagreb
  - 3000 m (dvorana):: 7:57,98 min, 5. Marec 2022, Istanbul
- 5000 m: 13:41,61 min, 28. Maj 2022, Oordegem

Največji mednarodni uspehi so :
- 3. mesto na 3000 m na Olimpijskem festivalu evropske mladine-OFEM (EYOF), Baku (AZE)  (2019)
- 13. mesto na 3000 m na Svetovnem prvenstvu med mladinci, Nairobi (KEN)  (2021)
- 6. mesto na 3000 m na Evropskem prvenstvu za st. mladince, Tallinn (EST)  (2021)
- 3. mesto na 3000 m- Balkansko dvoransko člansko prvenstvo,, Istanbul (TUR)  (2021)
- 1. mesto na 3000 m- Balkansko dvoransko člansko prvenstvo,, Istanbul (TUR)  (2022) video
- 1. mesto na 5000 m- Sredozemsko prvenstvo U23, Ismailia (EGY) https://slovenska-atletika.si/vid-botolin-sredozemski-prvak-slovenska-reprezentanca-iz-egipta-s-stirimi-medaljami/  2024